# Ruutupaidat Vaasa
Il Ruutupaidat, conosciuto anche come Ruutupaidat Vaasa, è un club finlandese di calcio a 5 con sede a Vaasa. Attualmente è impegnato nella prima divisione Futsal-liiga. Il club è stato fondato nel 1975, ed ha ottenuto come migliore risultato nella sua storia un secondo posto in campionato nella stagione 2004/2005.

## Rosa 2008/2009
| N. |                      | Ruolo | Calciatore               |
| -- | -------------------- | ----- | ------------------------ |
| -  | Finlandia (bandiera) | P     | Peter Kauppi             |
| -  | Finlandia (bandiera) | P     | Kimmo Oksanen            |
| -  | Finlandia (bandiera) | P     | Juuso Kevari             |
| -  | Finlandia (bandiera) | G     | Kristian Kukkonen        |
| -  | Finlandia (bandiera) | G     | Aki Virta                |
| -  | Finlandia (bandiera) | G     | Leo Tuisku               |
| -  | Finlandia (bandiera) | G     | Matti Lampi              |
| -  | Finlandia (bandiera) | G     | Jan-Christian Westermark |
| -  | Finlandia (bandiera) | G     | Pekka Liukkonen          |
| -  | Finlandia (bandiera) | G     | Jonas Britschgi          |

| N. |                      | Ruolo | Calciatore        |
| -- | -------------------- | ----- | ----------------- |
| -  | Finlandia (bandiera) | G     | Sami Korhonen     |
| -  | Finlandia (bandiera) | G     | Markus Juslin     |
| -  | Finlandia (bandiera) | G     | Tom Svarvar       |
| -  | Finlandia (bandiera) | G     | Kåre Björkstrand  |
| -  | Finlandia (bandiera) | G     | Arto Saranpää     |
| -  | Finlandia (bandiera) | G     | Ilkka Puikkonen   |
| -  | Finlandia (bandiera) | G     | Lassi Mäkitalo    |
| -  | Finlandia (bandiera) | G     | Nicolas Tuisku    |
| -  | Finlandia (bandiera) | G     | Aleksi Rouhiainen |